# Andrés Imperiale
Andrés Roberto Imperiale (Rosario, Provincia de Santa Fe, 8 de julio de 1986) es un futbolista argentino. Juega como defensa central y su equipo actual es el Club Atlético Barracas Central de la Primera División de Argentina.

## Trayectoria
Imperiale debutó en el primer equipo de Rosario Central en 2005, con Cuffaro Russo como entrenador. En 2007, se consolidó como miembro habitual de la plantilla del primer equipo. Ha jugado como defensa central y como lateral izquierdo. En 2009, se incorporó al Oriente Petrolero boliviano en calidad de cedido a petición del entonces entrenador del equipo, Pablo Sánchez. Marcó su primer gol como profesional en la liga el 31 de mayo de 2009, en una victoria por 2-0 en casa contra el club Universitario. En enero de 2010, fue cedido al Blooming, su acérrimo rival. Ese mismo año fue transferido al Doxa Katokopia chipriota, antes de fichar por el Aris Limassol.
En 2012, se reencontró con el técnico Pablo Sánchez en el club chileno Universidad de Concepción, donde permaneció tres temporadas antes de fichar por el Deportivo Saprissa en 2015. En enero de 2016 fichó por el San Jose Earthquakes de la Major League Soccer.
Imperiale dejó el San José en diciembre de 2017 para fichar por el Club Guaraní paraguayo. Con Guaraní ganó la Copa Paraguay 2018,

## Clubes
| Club                      | País           | Año           | Partidos | Goles |
| ------------------------- | -------------- | ------------- | -------- | ----- |
| Rosario Central           | Argentina      | 2004-2008     | 24       | 0     |
| San Martín de Tucumán     | Argentina      | 2008-2009     | 2        | 0     |
| Oriente Petrolero         | Bolivia        | 2009-2010     | 37       | 2     |
| Blooming                  | Bolivia        | 2010          | 24       | 0     |
| Doxa Katokopias           | Chipre         | 2010-2011     | 11       | 0     |
| Aris Limassol FC          | Chipre         | 2011          | 12       | 0     |
| Universidad de Concepción | Chile          | 2012-2014     | 73       | 3     |
| Deportivo Saprissa        | Costa Rica     | 2015          | 43       | 2     |
| San José Earthquakes      | Estados Unidos | 2016-2017     | 28       | 0     |
| Guaraní                   | Paraguay       | 2018          | 24       | 1     |
| Deportes Iquique          | Chile          | 2019          | 13       | 0     |
| San Luis                  | Chile          | 2020-2021     | 26       | 1     |
| Barracas Central          | Argentina      | 2021-presente | 11       | 0     |

### Participaciones en Copas nacionales
| Copa               | País     | Resultado | Partidos | Goles |
| ------------------ | -------- | --------- | -------- | ----- |
| Copa Paraguay 2018 | Paraguay | Campeón   | 4        | 0     |

## Palmarés

### Campeonato Nacionales
| Título           | Club                      | País       | Año     |
| ---------------- | ------------------------- | ---------- | ------- |
| Primera B        | Universidad de Concepción | Chile      | 2013    |
| Copa Chile       | Universidad de Concepción | Chile      | 2014-15 |
| Primera División | Deportivo Saprissa        | Costa Rica | 2015    |
| Copa Paraguay    | Guaraní                   | Paraguay   | 2018    |